# Acido glicocolico
L'acido glicocolico è un acido biliare. È il prodotto della coniugazione dell'acido colico con l'amminoacido glicina.